# Frans Wennberg
Frans Ludvig Wennberg, född27 juni 1826 i Stockholm, död 15 juli 1891 i Jakob och Johannes församling, Stockholm, var en svensk bagare, spannmålshandlare, ingenjör och industriman.
Han grundade Wennberg & Ramstedt Ångkvarns AB som låg på Norrmalm i Stockholm.

## Biografi

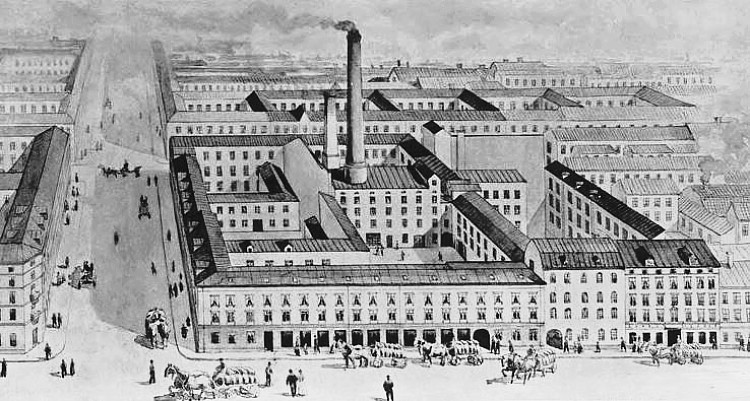
Wennberg & Ramstedts Ångqvarnaktiebolag, omkring 1900.

Frans Wennberg var son till Anders Wennberg och Anna Maria Wennberg (född Köster). Han började sin yrkesbana som biträde i moderns och halvbroderns bageriaffär som sedan sekelskiftet 1800 låg vid hörnet Regeringsgatan / Jakobsbergsgatan på Norrmalm i Stockholm. Han avancerade till bageriets ledare och övertog så småningom hela rörelsen.  
För att bli oberoende av kvarnarnas oregelbundna mjölleveranser beslöt han 1862 att inrätta en egen ångmaskindriven mjölkvarn. Till en början täckte han bageriets eget behov. Senare började han även sälja mjöl till kunder och avvecklade bageriet. Fram till 1870 skötte han kvarnrörelsen ensam och därefter tillsammans med spannmålshandlaren August Ramstedt (1837-1907). Tillsammans bildade de Wennberg & Ramstedts ångqvarnsaktiebolag som existerade på samma adress fram till 1907. Tack vare sin ingenjörsutbildning kunde han själv konstruera kvarnens tekniska utrustning. 
Även utanför sin yrkesverksamhet åtnjöt han stort anseende och hedrades med Vasaordens riddartecken. Wennberg fann sin sista vila på Norra begravningsplatsen där han gravsattes den 20 juli 1901.